# Maria Zbyrowska
Maria Zbyrowska (Jaźwiny; 2 de Novembro de 1956 — ) é um político da Polónia. Ela foi eleito para a Sejm em 25 de Setembro de 2005 com 12171 votos em 23 no distrito de Rzeszów, candidato pelas listas do partido Samoobrona Rzeczpospolitej Polskiej.
Ele também foi membro da Sejm 2001-2005.